# Jan Decyk
Jan Decyk (ur. 10 lipca 1945 w Morzyczynie Włościańskim, zm. 11 listopada 2016 w Warszawie) – polski ksiądz katolicki; liturgista; profesor doktor habilitowany w zakresie nauk teologicznych; kierownik Katedry Historii Liturgii Wydziału Teologicznego Uniwersytetu Kardynała Stefana Wyszyńskiego.

## Życiorys
Święcenia kapłańskie przyjął 15 czerwca 1969 roku w Wyszkowie (diecezja płocka). 25 marca 1996 uzyskał w Akademii Teologii Katolickiej w Warszawie stopień doktora habilitowanego w zakresie nauk teologicznych (specjalność: liturgika), zaś 22 czerwca 2004, otrzymał tytuł naukowy profesora.
W 2016 został kanonikiem honorowym Kapituły Katedralnej Płockiej.

## Ważniejsze publikacje
- Rzeczywistość eschatyczna człowieka według modlitw za zmarłych Mszału Rzymskiego Pawła VI: studium liturgiczno-teologiczne (rozprawa habilitacyjna – 1995),
- Ludzki i Boży wymiar śmierci w świetle kultu zmarłych: studium liturgiczne (2000),
- Chrystus nadzieją wierzących: modlitwy za zmarłych w preces Nieszporów na każdy dzień (2008).